# Martinsburg (Missouri)
Martinsburg é uma cidade  localizada no estado americano de Missouri, no Condado de Audrain.

## Demografia
Segundo o censo americano de 2000, a sua população era de 326 habitantes.
Em 2006, foi estimada uma população de 328, um aumento de 2 (0.6%).

## Geografia
De acordo com o United States Census Bureau tem uma área de
0,7 km², dos quais 0,7 km² cobertos por terra e 0,0 km² cobertos por água.

## Localidades na vizinhança
O diagrama seguinte representa as localidades num raio de 20 km ao redor de Martinsburg.